# Хосе Мурсия
Хосе Мурсия Гонзалсес (на испански: José 'Pepe' Murcia González) е бивш испански футболист и понастоящем треньор.

## Кариера

### Футболист
Кариерата на Пепе Мурсия като футболист започва в родния Кордоба. На 18 години, младия нападател става част от отбора, с аматьорски договор. След две години, през 1984 година, преминава в друг клуб от Кордоба – Егабрензе. По-късно, през сезон 1985/86 дебютира в испанската Сегунда Дивизион с отбора на Реал Хаен. Следващия сезон се завръща в Кордоба, а през сезон 1988/89 преминава в отбора на Валдепеняс. През 1990 преминава в Пласенция. През сезон 1991/92, вече като играч на Сантаела, получава тежка контузия на коляното която слага край на кариерата му като играч. Още в следващия сезон 1992/93 започва треньорската си кариера с юношеския отбор на Алкасар.

### Треньор
Хосе Мурсия започва кариерата си като треньор на родния си Кордоба. Начело е на Б отбора в продължение на един сезон преди да бъде назначен като треньор на първия отбор на клуба. Впоследствие преминава през Картахена и дубъла на Атлетико Мадрид. През сезон 2005-2006 година е назначен за треньор на първия отбор на Атлетико Мадрид замествайки Карлос Бианки. Начело на „дюшекчиите“ Пепе Мурсия извежда тима до 10-о място в класирането на Примера дивисион, по време на кампанията побеждава Барселона като гост на Ноу Камп с 3:1. Два от головете са дело на Фернандо Торес, а в тогавашния състав на Атлетико се подвизава и българския национал Мартин Петров. В края на сезона договорът на Пепе Мурсия не е подновен и той е заместен от Хавиер Агире. След престоя си в Атлетико Мурсия Гонзалес преминава през отборите на Ксерес, Кастейон, Селта Виго, Албасете и Саламанка. През 2011 г. е назначен за треньор на румънския Брашов, но след 3 седмици съпругата му в Испания получава мозъчен удар и е принуден да напусне поста и да се върне в родината си. 3 години е извън треньорската професия преди да приеме да застане начело на Левски София през юни 2014 година. Договорът му е за срок от 2 години. На 4 август 2014 г. след незадоволителни резултати от началото на сезона Левски и Мурсия се разделят по взаимно съгласие.